# Кузьминский, Александр Михайлович
Александр Михайлович Кузьминский — советский хозяйственный, государственный и политический деятель.

## Биография
Родился в Вологодской губернии. Член ВКП(б).
С 1938 года — на хозяйственной, общественной и политической работе. В 1938—1962 гг. — в аппарате Вологодского областного исполнительного комитета, участник Великой Отечественной войны, политрук роты отдельной 33-й отдельной стрелковой бригады Волховского фронта, председатель Вожегодского райисполкома, первый секретарь Кубено-Озерского, Велико-Устюгского райкомов КПСС, слушатель Высшей партийной школы при ЦК КПСС, заместитель председателя Вологодского облисполкома.
Избирался депутатом Верховного Совета СССР 3-го созыва, Верховного Совета РСФСР 5-го созыва.